# Wat Arun
13°44′38″N 100°29′19″Ø / 13.74389°N 100.48861°Ø
Wat Arun (thailandsk: วัดอรุณ, Daggryets tempel) er et buddhistisk tempel (wat) i Bangkok, Thailand. Templet ligger i Bangkok Yai distriktet på floden Chao Phrayas vestlige bred. Templets fulde navn er Wat Arunratchawararam Ratchaworamahavihara (วัดอรุณราชวรารามราชวรมหาวิหาร).

## Arkitektur
Det mest bemærkelsesværdige ved Wat Arun er den centrale prang (et tårn efter khmer-traditionen). Stejle trin fører op til de to terrasser. Højden er angivet af forskellige kilder til mellem 66,80 m og 86 m. Hjørnerne er markeret med 4 mindre satellit-pranger. Prangerne er dekoreret med konkylier og stykker af porcelæn, som tidligere blev anvendt som ballast af både, der ankom til Bangkok fra Kina. Rundt om fundamentet af prangerne er der forskellige figurer af antikke kinesiske soldater og dyr. Over den anden terrasse er der fire statuer af hinduguden Indra ridende på Erawan.
Ved flodbredden er der seks pavilloner (sala) i kinesisk stil. Pavillonerne er opført af grøn granit og har tilknyttet landgangsbroer.
Ved siden af prangerne er ordinationssalen med et billede af Niramitr Buddha, der siges at være designet af kong Rama 2. Den forreste indgang til ordinationssalen har et loft med et spir i midten, og det er dekoreret med farvet keramik og stukarbejde med indlagt farvet porcelæn. Der er to figurer af dæmoner eller tempelvogtere foran.

## Templets historie
Templet blev bygget på den tid, da Thailands hovedstad var Ayutthaya, og det blev tidligere kaldet Wat Makok (Oliventemplet). I den efterfølgende periode, da Thonburi var hovedstad, ændrede kong Taksin navnet til Wat Chaeng.
Templet var i en kort periode hjemsted for Emerald Buddha, som dog blev flyttet til Wat Phra Kaew i 1784.
Den senere kong Rama 2. ændrede navnet til Wat Arunratchatharam. Han restaurerede templet og udvidede den centrale prang. Arbejdet blev afsluttet af kong Rama 3. Det var kong Rama 4., der gav templet sit nuværende navn Wat Arunratchawararam.
Som et tegn på nye tider blev den første vestlige person, Sean Patrick fra USA, i 2005 officielt præsteviet.

## Mytologi
Den centrale Prang symboliserer bjerget Meru fra den indiske religiøse verden. Satelitprangerne er indviet til vindenes gud Phra Phai. Dæmonerne ved indgangen er fra Ramayana. Den hvide figur hedder Sahassateja og den grønne Tasakanth.